# Ignacio Fernández
Ignacio Martín Fernández (Castelli, 12 gennaio 1990) è un calciatore argentino, centrocampista del River Plate.

## Caratteristiche tecniche
È un esterno sinistro.

## Statistiche

### Presenze e reti nei club
Statistiche aggiornate al 17 agosto 2025.
| Stagione                | Squadra                 | Campionato              | Campionato | Campionato | Coppe nazionali | Coppe nazionali | Coppe nazionali | Coppe continentali | Coppe continentali | Coppe continentali | Altre coppe | Altre coppe | Altre coppe | Totale | Totale |
| Stagione                | Squadra                 | Comp                    | Pres       | Reti       | Comp            | Pres            | Reti            | Comp               | Pres               | Reti               | Comp        | Pres        | Reti        | Pres   | Reti   |
| ----------------------- | ----------------------- | ----------------------- | ---------- | ---------- | --------------- | --------------- | --------------- | ------------------ | ------------------ | ------------------ | ----------- | ----------- | ----------- | ------ | ------ |
| 2010-2011               | Gimnasia (LP)           | PD                      | 1          | 0          | -               | -               | -               | -                  | -                  | -                  | -           | -           | -           | 1      | 0      |
| 2011-2012               | Temperley               | BM                      | 29         | 9          | CA              | 1               | 1               | -                  | -                  | -                  | -           | -           | -           | 30     | 10     |
| 2012-2013               | Gimnasia (LP)           | BN                      | 32         | 3          | CA              | 1               | 1               | -                  | -                  | -                  | -           | -           | -           | 33     | 4      |
| 2013-2014               | Gimnasia (LP)           | PD                      | 28         | 2          | CA              | 1               | 0               | CS                 | 2                  | 0                  | -           | -           | -           | 31     | 2      |
| 2014                    | Gimnasia (LP)           | PD                      | 17         | 1          | -               | -               | -               | -                  | -                  | -                  | -           | -           | -           | 17     | 1      |
| 2015                    | Gimnasia (LP)           | PD                      | 31         | 9          | CA              | 3               | 0               | -                  | -                  | -                  | -           | -           | -           | 34     | 9      |
| Totale Gimnasia (LP)    | Totale Gimnasia (LP)    | Totale Gimnasia (LP)    | 109        | 15         |                 | 5               | 1               |                    | 2                  | 0                  |             | -           | -           | 116    | 16     |
| 2016                    | River Plate             | PD                      | 10         | 0          | CA              | 5               | 2               | CL                 | 6                  | 2                  | RS          | 2           | 0           | 23     | 4      |
| 2016-2017               | River Plate             | PD                      | 26         | 0          | CA              | 5               | 4               | CL                 | 11                 | 3                  | SA          | 1           | 0           | 43     | 7      |
| 2017-2018               | River Plate             | PD                      | 21         | 1          | CA              | 5               | 1               | CL                 | 12                 | 0                  | SA          | 1           | 0           | 39     | 2      |
| 2018-2019               | River Plate             | PD                      | 19         | 2          | CA+CdL          | 6+4             | 1+1             | CL                 | 13                 | 3                  | RS+Cmc      | 2+2         | 1+0         | 46     | 8      |
| 2019-2020               | River Plate             | PD                      | 18         | 5          | CA+CdL          | 0+7             | 0+2             | CL                 | 10                 | 3                  | -           | -           | -           | 35     | 10     |
| 2021                    | Atlético Mineiro        | M1/MG+A                 | 7+26       | 3+5        | CB              | 9               | 2               | CL                 | 10                 | 1                  | -           | -           | -           | 52     | 11     |
| 2022                    | Atlético Mineiro        | M1/MG+A                 | 10+34      | 2+4        | CB              | 2               | 0               | CL                 | 10                 | 2                  | SB          | 1           | 1           | 57     | 9      |
| Totale Atletico Mineiro | Totale Atletico Mineiro | Totale Atletico Mineiro | 17+60      | 5+9        |                 | 11              | 2               |                    | 20                 | 3                  |             | 1           | 1           | 109    | 20     |
| 2023                    | River Plate             | PD                      | 25         | 5          | CA+CdL          | 2+15            | 0               | CL                 | 8                  | 0                  | TdC         | 2           | 1           | 52     | 6      |
| 2024                    | River Plate             | PD                      | 17         | 1          | CA+CdL          | 2+15            | 0+1             | CL                 | 10                 | 0                  | SA          | 1           | 0           | 45     | 2      |
| 2025                    | River Plate             | PD                      | 8+2        | 1+1        | CA              | 1               | 0               | CL                 | 5                  | 0                  | SI+CmC      | 0+3         | 0           | 19     | 2      |
| Totale River Plate      | Totale River Plate      | Totale River Plate      | 144+2      | 15+1       |                 | 67              | 12              |                    | 75                 | 11                 |             | 14          | 2           | 302    | 41     |
| Totale carriera         | Totale carriera         | Totale carriera         | 361        | 54         |                 | 84              | 16              |                    | 97                 | 14                 |             | 15          | 3           | 557    | 87     |

### Cronologie presenze e reti in nazionale
| Cronologia completa delle presenze e delle reti in nazionale ― Argentina | Cronologia completa delle presenze e delle reti in nazionale ― Argentina | Cronologia completa delle presenze e delle reti in nazionale ― Argentina | Cronologia completa delle presenze e delle reti in nazionale ― Argentina | Cronologia completa delle presenze e delle reti in nazionale ― Argentina | Cronologia completa delle presenze e delle reti in nazionale ― Argentina | Cronologia completa delle presenze e delle reti in nazionale ― Argentina | Cronologia completa delle presenze e delle reti in nazionale ― Argentina |
| Data                                                                     | Città                                                                    | In casa                                                                  | Risultato                                                                | Ospiti                                                                   | Competizione                                                             | Reti                                                                     | Note                                                                     |
| ------------------------------------------------------------------------ | ------------------------------------------------------------------------ | ------------------------------------------------------------------------ | ------------------------------------------------------------------------ | ------------------------------------------------------------------------ | ------------------------------------------------------------------------ | ------------------------------------------------------------------------ | ------------------------------------------------------------------------ |
| 13-6-2017                                                                | Singapore                                                                | Singapore                                                                | 0 – 6                                                                    | Argentina                                                                | Amichevole                                                               | -                                                                        | 70’                                                                      |
| Totale                                                                   |                                                                          | Presenze                                                                 | 1                                                                        |                                                                          | Reti                                                                     | 0                                                                        |                                                                          |

## Palmarès

### Club

#### Competizioni nazionali
- Coppa d'Argentina: 3

River Plate: 2015-2016, 2016-2017, 2018-2019
- Supercopa Argentina: 1

River Plate: 2017
- Campionato brasiliano: 1

Atlético Mineiro: 2021
- Coppa del Brasile: 1

Atlético Mineiro: 2021
- Supercoppa del Brasile: 1

Atlético Mineiro: 2022
- Campionato argentino: 1

River Plate: 2023
- Trofeo de Campeones de la Liga Profesional: 1

River Plate: 2023

#### Competizioni internazionali
- Recopa Sudamericana: 2

River Plate: 2016, 2019
- Coppa Libertadores: 1

River Plate: 2018